# Gorizia megye
Gorizia  megye (olaszul Provincia di Gorizia, friuli nyelven Provincie di Gurizie, szlovénul Pokrajina Gorica) Friuli-Venezia Giulia régió egyik megyéje Olaszországban.

## Földrajza
A megye Trieszt, és Udine megyékkel, Szlovéniával, valamint Adriai-tengerrel határos.

## Községei
Területén huszonöt község található:
- Capriva del Friuli
- Cormons
- Doberdò del Lago
- Dolegna del Collio
- Farra d’Isonzo
- Fogliano Redipuglia
- Gorizia
- Gradisca d’Isonzo
- Grado
- Mariano del Friuli
- Medea
- Monfalcone
- Moraro
- Mossa
- Romans d’Isonzo
- Ronchi dei Legionari
- Sagrado
- San Canzian d’Isonzo
- San Floriano del Collio
- San Lorenzo Isontino
- San Pier d’Isonzo
- Savogna d’Isonzo
- Staranzano
- Turriaco
- Villesse

## Történelem
1923-ban az akkori Gorizia és Gradisca megyét három megyére osztották:  
1 – Tarvisio, Plezzo, Caporetto, Tolmino, Circhina, Idria, Aidussina, Vipacco, Canale d'Isonzo, Gorizia, Cormons, Gradisca, Cervignano del Friuli és  Comeno községeket elcsatolták Venezia Giulia-tól, és Udine megyéhez  csatolták.
2. Grado,  Isola Morosini, Monfalcone, Aurisina, Sesana, Senosecchia és Postumia községeket  Trieszt megyéhez  csatolták, és létrehoztak egy új megyét Muggia, San Dorligo della Valle községekkkel kiegészíve, amelyeket az Isztriától csatoltak el.
3 - Villa del Nevoso községet Pula megye kapta meg.
1927-ben ismét létrehozták Gorizia megyét azokkal a területekkel együtt, amelyeket korábban Friuli kapott.

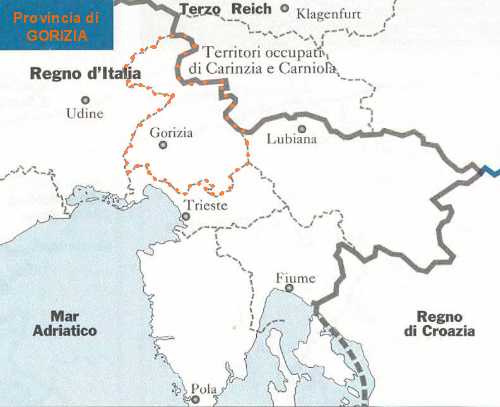
Gorizia megye 1941–1943)

1943 és 1945 között a Litorale Adriatico német land része lett. Igen erős volt a lakosság ellenállása, melynek következtében  Gorizia megye  lakosai haltak meg legnagyobb számban koncentrációs táborban  az olasz megyék közül
1945 és  1947 között két részre osztitta a lMorgan-vonal. A nyugati, azaz az A zóna angol-amerikai fennhatóság alatt állt, és magába foglalta többek között  Plezzo, Caporetto, Canale, Cormons, Gradisca, Gorizia és Comeno községeket. A keleti, azaz a  B  zóna jugoszláv fennhatóság alatt állt és magába foglalta többek között  Tolmino, Santa Lucia d'Isonzo, Idria, Aidussina és Vipacco községeket.
1947 –ben, a  párizsi békeszerződés új határokat rajzolt.  Ekkor született a Trieszti Szabad Terület is.  
Ismét határkiigazításra került sor 1975-ben az Osimói szerződéssel, amikor a   Monte Sabotino egy része ismét Olaszországhoz került.

## Nyelvek
A lakosok nagy része olasz anyanyelvű, azonban a határ mentén jelentős a szlovén kisebbség. Sok iskolában tanítják a szlovén nyelvet is
A megyében  beszélik a friulán nyelvet is.

## Galéria

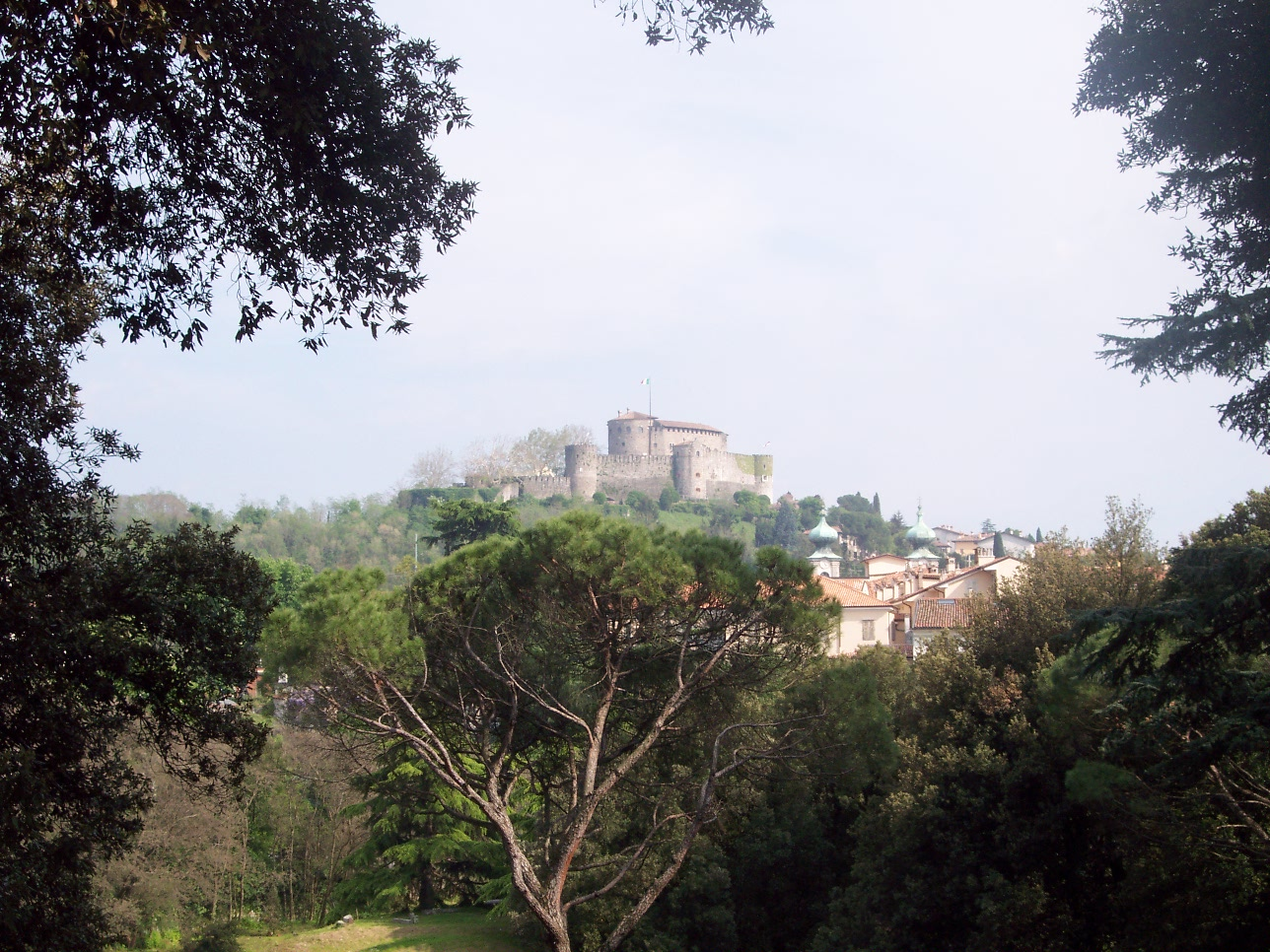
Gorizia kastélya
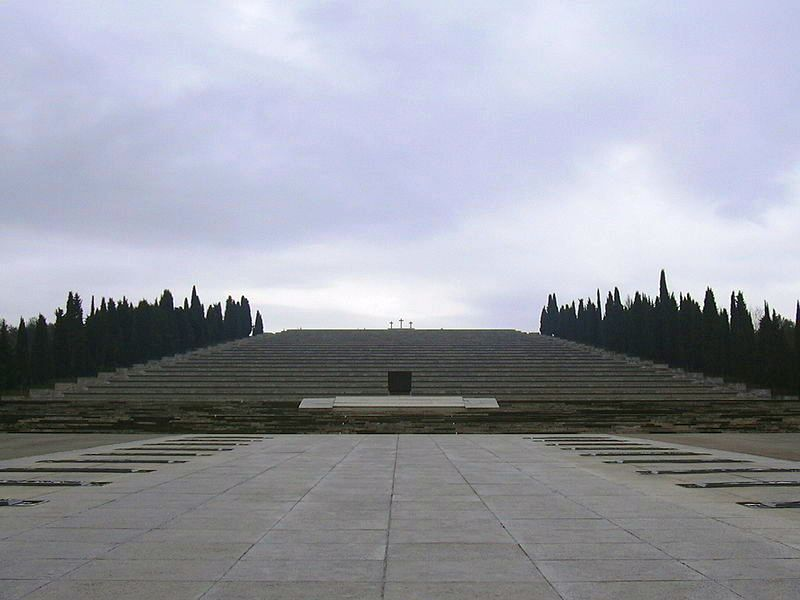
Redipuglia katonai emlékhelye
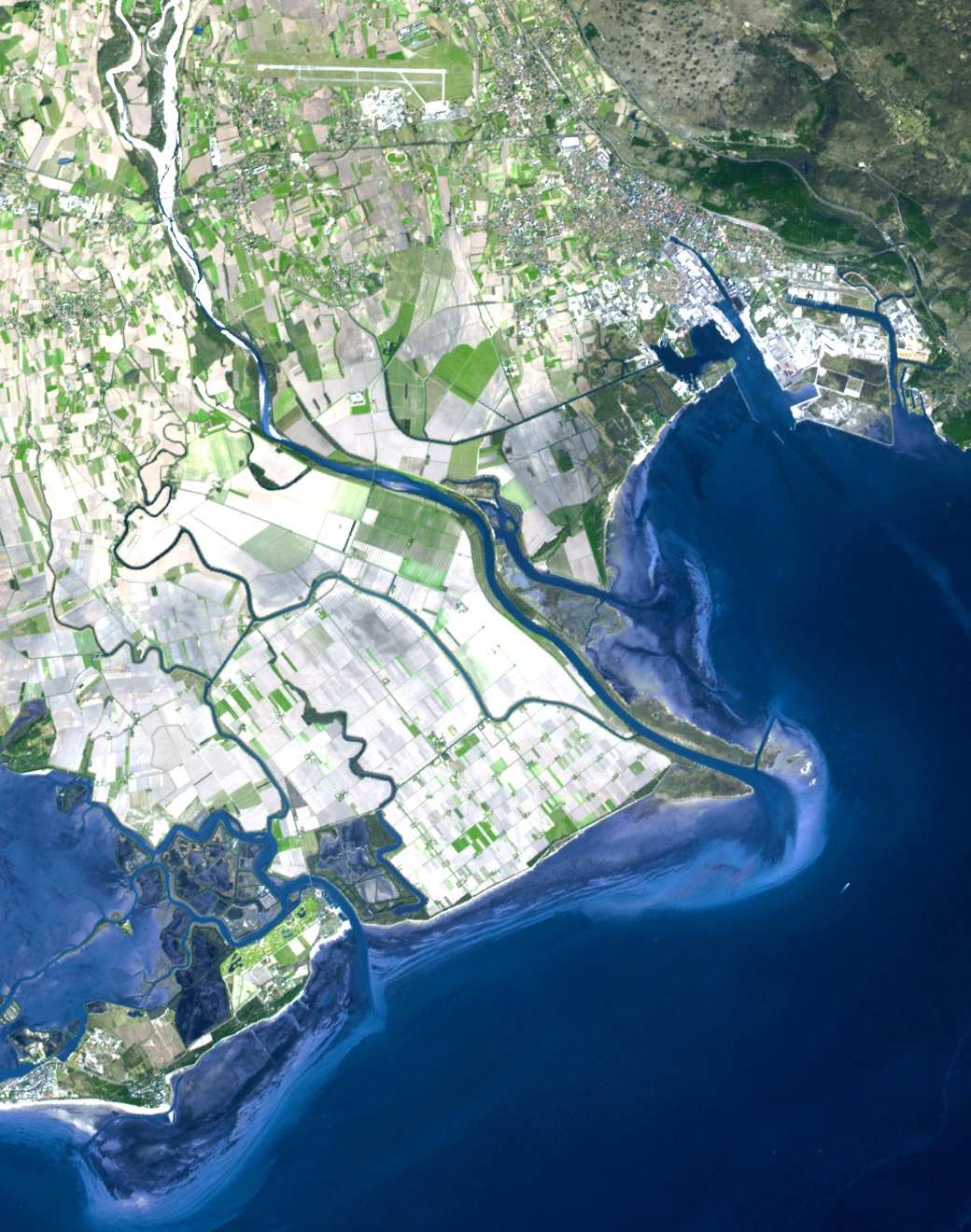
Az Isonzó torkolatának műholdfelvétele

## Fordítás
- Ez a szócikk részben vagy egészben  a   Provincia di Gorizia című olasz Wikipédia-szócikk fordításán alapul.  Az eredeti cikk szerkesztőit annak laptörténete sorolja fel. Ez a jelzés csupán a megfogalmazás eredetét és a szerzői jogokat jelzi, nem szolgál a cikkben szereplő információk forrásmegjelöléseként.